# Antoine Dauvergne
Antoine Dauvergne lub d’Auvergne (ur. 3 października 1713 w Moulins, zm. 12 lutego 1797 w Lyonie) – francuski kompozytor i skrzypek.

## Życiorys
Początkowo działał w Clermont-Ferrand, następnie przeniósł się do Paryża, gdzie od 1739 roku był skrzypkiem w królewskiej orkiestrze kameralnej, a od 1744 roku występował w orkiestrze paryskiej Opery. Od 1762 roku był jednym z dyrygentów Concert Spirituel, zaś w 1764 roku otrzymał tytuł nadintendenta muzyki królewskiej. Między 1769 a 1790 rokiem trzykrotnie dyrygował paryską Operą. Po wybuchu rewolucji francuskiej został pozbawiony zajmowanych stanowisk i utracił majątek.
W swojej twórczości pozostawał pod wpływem muzyki włoskiej i dokonań szkoły mannheimskiej. Do 1751 roku tworzył wyłącznie muzykę instrumentalną. Rok później debiutował na polu twórczości scenicznej baletem Les amours de Tempé. Skomponował ponadto dramaty muzyczne Les troquers (1753), Énée et Lavinie (1758), Hercule mourant (1761) i Le prix de la valeur (1771), motety, sonaty skrzypcowe.